# 康納·布拉德利
康納·布拉德利（英語：Conor Bradley，2003年7月9日—）是北愛爾蘭足球運動員，現效力英超球隊利物浦。北愛爾蘭國家隊成員兼隊長。

## 榮譽
保頓
- 英格蘭足球聯賽錦標賽冠軍：2022–23[3]

 利物浦
- 英格兰足球超级联赛冠軍：2024–25
- 英格蘭聯賽盃冠軍：2023–24[4]

## 外部連結
- Conor Bradley （页面存档备份，存于） at the Liverpool F.C. website
- Conor Bradley （页面存档备份，存于） at the Premier League website
- 康納·布拉德利－UEFA國際賽競賽紀錄
- 康納·布拉德利在FootballDatabase.eu中的档案